# السلالم 2022 (مسلسل قصير)
السلالم (بالإنجليزية: The Staircase)‏ هو مسلسل درامي جرائمي أمريكي من قبل المنتج أنطونيو كامبوس، استنادًا إلى سلسلة وثائقية جرائمية لعام 2004 التي تحمل الاسم نفسه من قبل جان كزافييه دي ليستراد. المسلسل من بطولة كولين فيرث في دور مايكل بيترسون، وهو كاتب أدين بقتل زوجته كاثلين بيترسون التي عثر عليها ميتة في أسفل سلالم منزلهم عام 2001، وتقوم بدورها الممثلة توني كوليت. عُرض المسلسل لأول مرة على HBO Max في 5 مايو 2022.

## روابط خارجية
- السلالم 2022 على موقع IMDb (الإنجليزية)
- السلالم 2022 على موقع ميتاكريتيك (الإنجليزية)
- السلالم 2022 على موقع روتن توميتوز (الإنجليزية)
- السلالم 2022 على موقع فيلمافينيتي (الإسبانية)
- السلالم 2022 على موقع كينوبويسك (الروسية)
- السلالم 2022 على موقع ألو سيني (الفرنسية)
- السلالم 2022 على موقع قاعدة بيانات الفيلم (الإنجليزية)